# Остани на свом мјесту
Закон „Остани на свом мјесту”, познат и као „линија у пијеску” или „без обавезе на повлачењу”, даје овлашћење људима да се штите и бране од пријетњи или потенцијалних пријетњи. Ова врста закона наводи да људи немају обавезу да се повуку са било ког мјеста гдје имају законито право да буду и да они могу користити било који ниво силе ако се основано вјерује да се суочавају са неизбјежном и непосредном пријетњом од тешких тјелесних повреда или смрти.
Ова доктрина тврђаве даје имунитет од одговорности појединцима (нпр. не постоји обавеза за повлачење) када провалник улази у њихов дом. Од тога, двадесет двије дужности имају продужени имунитет за друге локације, неки се продужавају до било ког мјеста гдје особа може законски бити.
Остала ограничења могу и даље да постоје, као када у јавности, особа мора носити ватрено или неко друго оружје на законити начин, без обзира да ли је скривено или отворено.